# Podraga
Podraga este o localitate din comuna Vipava, Slovenia, cu o populație de 314 locuitori.